# Света Богородица (Грачани)
„Света Богородица“ (на гръцки: Παναγιά) е средновековна православна църква край южномакедонското велвендско село Палеограцано (Грачани), Егейска Македония, Гърция, част от Сервийската и Кожанска епархия. Първоначално е била посветена на Успение Богородично, а днес е посветена на Рождество Богородично.

## Местоположение
Църквата е построена в местността Цилипио за велвендци или Грачани за палеограцанци.

## Описание
Представлява голяма средновековна еднокорабна византийска базилика с дървен покрив, построена в центъра на старата крепост Палеокастро. Старата църква е построена с по-стар архитектурен материал вероятно от по-стара църква. Изписана е в XVI – XVII век, като от стенописите оцеляват само фрагменти. Подът е с ромбовидно разположени квадратни керамични плочки. В по-ранни фази е имала мозайки, част от които се съхраняват в археологическата колекция на Велвендо. В 1820 година е била обновена според открита в стената плоча. В 1930 година при свещеник Харисиос Асимопулос е намалена дължината на храма и е разширен нартексът. В 1946 година църквата е опожарена от небрежни овчари. Храмът е изоставен до 1993 година, когато започва възстановяването му.